# Mike King
Mike King (ur. 30 czerwca 1969 w Waszyngtonie) – amerykański kolarz górski, szosowy i BMX, dwukrotny medalista mistrzostw świata MTB.

## Kariera
Największy sukces w karierze Mike King osiągnął w 1993 roku, kiedy zdobył złoty medal w downhillu podczas mistrzostw świata w Métabief. W zawodach tych wyprzedził bezpośrednio Włocha Paolo Caramellino oraz swego rodaka Mylesa Rockwella. W tej samej konkurencji zdobył również brązowy medal na rozgrywanych dwa lata później mistrzostwach świata w Kirchzauten. Uległ tam jedynie dwóm Francuzom: Nicolasowi Vouillozowi i François Gachetowi. Ponadto trzykrotnie stawał na podium klasyfikacji generalnej Pucharu Świata w kolarstwie górskim: w latach 2002 i 2003 był trzeci w four-crossie, a w 1995 roku był drugi w downhillu za Nicolasem Vouillozem. Startował także w kolarstwie szosowym i BMX, ale nie osiągał większych sukcesów. Nigdy nie wystąpił na igrzyskach olimpijskich.